# إبراهيم دمير
إبراهيم دمير (بالتركية: İbrahim Demir)‏ هو لاعب كرة قدم تركي، ولد في 2 سبتمبر 1995 في طرابزون في تركيا. شارك مع منتخب تركيا تحت 19 سنة لكرة القدم. أما مع النوادي، فقد لعب مع نادي طرابزون سبور.

## وصلات خارجية
- إبراهيم دمير على موقع الاتحاد الأوربي (الإنجليزية)
- إبراهيم دمير على موقع اتحاد تركيا (لاعب) (الإنجليزية)
- إبراهيم دمير على موقع قاعدة بيانات كرة القدم.إي يو (الإنجليزية)
- إبراهيم دمير على موقع Soccerway.com (الإنجليزية)
- إبراهيم دمير على موقع عالم كرة القدم.نت (الإنجليزية)
- إبراهيم دمير على موقع AS.com (الإسبانية)